# Видовданска улица (Приштина)
Видовданска улица је једна од главних саобраћајница у Приштини. Препознатљива је и по липама које се налазе уздуж једног дела улице. Позната је и као Корзо јер се становници у њој окупљају ради шетње, дружења или опуштања.

## Историја
Током 90-их година 20. века, политичке промене у земљи су утицале и на имена улица. Улица маршала Тита је преименована у Видовданска улица.
Након рата на Косову и Метохији, Албанци Видовданску улицу деле на више делова и први део од зграде Извршног већа Аутономне Покрајине Косово и Метохија до хотела Гранд назвали су Булевар Мајке Терезе (алб. Bulevardi Nëna Tereze), други део Видовданске улице испред хотела Гранд назвали су Трг Захир Пајазати (алб. Sheshi Zahir Pajaziti), трећи део Видовданске улице од хотела Гранд па до раскрснице са семафорима, назвали су улицом Џорџа Буша и део од раскрснице са семафорима па до Клиничко-болничког центра Приштина називају Булевар Мученика нације (алб. Bulevardi Dëshmorët e Kombit). Након 1999. године део улице од зграде Извршног већа Аутономне Покрајине Косово и Метохија па до раскрнице је постепено затварана за моторни саобраћај.

## Галерија
- Део Видовданске улице познат и као Корзо
- Део улице испред робне куће Грмија, пре него што је затворен за моторни саобраћај и реконструисан